# Usina Hidrelétrica de Mascarenhas
A Usina Hidrelétrica de Mascarenhas fica no município de Baixo Guandu (ES) e entrou em funcionamento em 1974.

## Histórico
Projetada pela Companhia Central Brasileira de Força Elétrica, sua construção começou em 1968. No início da sua operação, com potência efetiva de 123 MW, a energia gerada foi capaz de tornar o Espírito Santo auto-suficiente. 
Foi repotenciada para 131 MW em 2000. Desde 1995 é operada em regime de concessão pela Escelsa.

## Dados técnicos
A usina opera a fio d'água, com três turbinas Kaplan. Está situada no baixo curso do rio Doce, a cerca de 150 quilômetros de Vitória.
Reservatório3,9km² de área, 21.800.000m³ de volume aproximado
Potência399 MW
Vazão máxima por turbina230 m³/s
Comprimento do vertedouro144,20 m
Área da bacia hidrográfica73.487 km²
Queda líquida22,00 m
Tensão de geração13,0 kV

## Problemas ambientais
A usina foi construída numa época em que não eram necessários estudos prévios de impacto ambiental. Assim, não foram previstos os efeitos da construção sobre a fauna e a geologia da região. Um estudo realizado em 2001, porém, apontou que ao longo dos anos o assoreamento comprometeu o potencial de geração de energia.
A Escelsa é acusada por ambientalistas de não cumprir o termo de ajustamento de conduta em que se comprometia a construir uma passagem para os peixes, de modo que pusdesse subir o rio durante o período da piracema.